# Сіньял-Хоракаси
Сінья́л-Хорака́си (рос. Синьял-Хоракасы, чув. Çĕньял Хуракасси) — присілок у Чувашії Російської Федерації, у складі Сятракасинського сільського поселення Моргауського району.
Населення — 131 особа (2010; 144 в 2002, 182 в 1979; 192 в 1939, 134 в 1926, 167 в 1897, 129 в 1858).

## Історія
Історична назва — Сіньял. Утворився як околоток присілку Хоракаси (нині не існує). До 1866 року селяни мали статус державних, займались землеробством, тваринництвом, виробництвом борошна та хліба. У 1920-их роках діяли 2 вітряки, водяний млин. 1934 року утворено колгосп «Піонер». До 1926 року присілок перебував у складі Тінсаринської та Чувасько-Сорминської волостей Ядрінського, а до 1927 року — у складі Акрамовської волості Чебоксарського повіту. 1927 року присілок переданий до складу Татаркасинського, 1 березня 1935 року — до складу Ішлейського, 8 березня 1935 року — повернуто до складу Татаркасинського, 1939 року — до складу Сундирського, 1944 року — до складу Моргауського, 1959 року — повернуто до складу Сундирського, 1962 року — до складу Чебоксарського, 1964 року — повернутий до складу Моргауського району.

## Господарство
У присілку діє магазин.